# Ochroma pyramidale
Ochroma pyramidale, conegut com a arbre balsa (balsa és el nom portuguès del rai) (també ho és O. lagopus), és una espècie d'arbre dins la família Malvaceae. És un arbre de creixement ràpid que arriba a fer 30 m d'alt. La fusta de blasa es classifica com a fusta dura (per provenir del grup de les angiospermes) però en realitat és una fusta molt lleugera tova (de baixa densitat). La zona originària del'arbre balsa és del sud del Brasil i Bolívia al nord i sud de Mèxic. Actualment s'ha estès a altres països tropicals com Papua Nova Guinea, Indonèsia, Tailàndia i illes Solomon. El 95% de la fusta de balsa la proporciona l'Equador.
És una planta pionera que s'estableix a les clarianes del bosc. Creix molt de pressa i en 10-15 anys ja pot fer 30 m d'alt. Normalment als 30-40 anys ja es fa vell i mor.
Actualment es creu que són dos mamífers nocturns els seus principals pol·linitzadors: el kinkajú i l'olingo.

## Usos
La fusta de balsa és molt lleugera i tova amb els grans de la fusta gruixuts i oberts. La densitat de la fusta de balsa oscil·la entre 40–340 kg/m³ sent la densitat típica d'uns 160 kg/m³.
La lleugeresa de la fusta de balsa deriva del fet que l'arbre té grans cèl·les que contenen aigua. Després del procés d'assecat (en un forn durant dues setmanes) la gran àrea de superfície dels forats que en resulten proporciona resistència, la superfície està feta d'una mescla molt resistent composta per cel·lulosa i lignina. La fusta de balsa és molt popular per a fer-ne maquetes i en aeromodelisme. També, parcialment per exemple, les pales del ping-pong o taules de surf.
Thor Heyerdahl estava convençut de la possibilitat de contacte humà antic entre Polinèsia i Amèrica del Sud, i va construir el rai Kon-Tiki amb fusta de balsa per fer una expedició demostrant la possibilitat de contacte per mar.

## Galeria

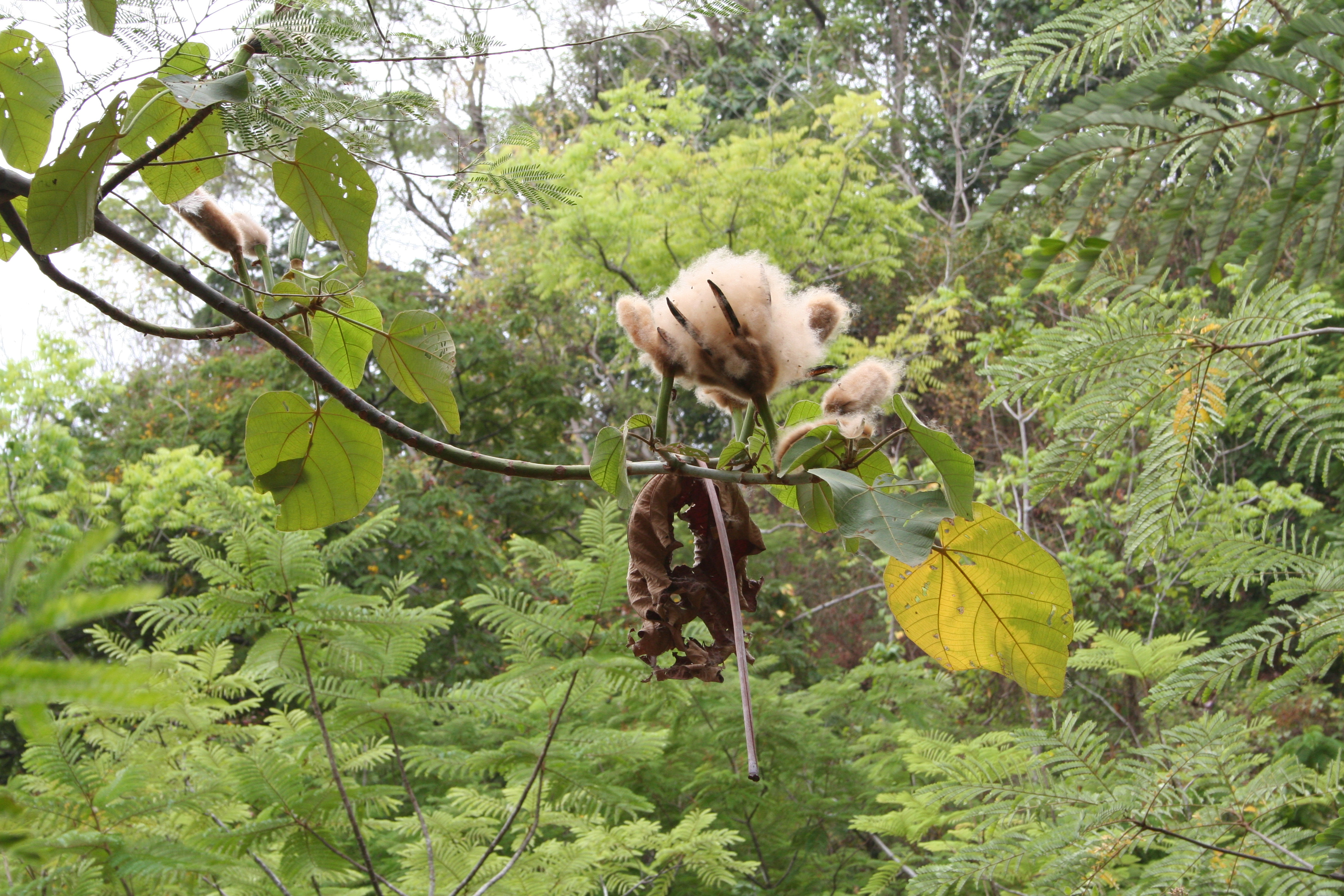
Arbre i flor de balsa a al Camerun.
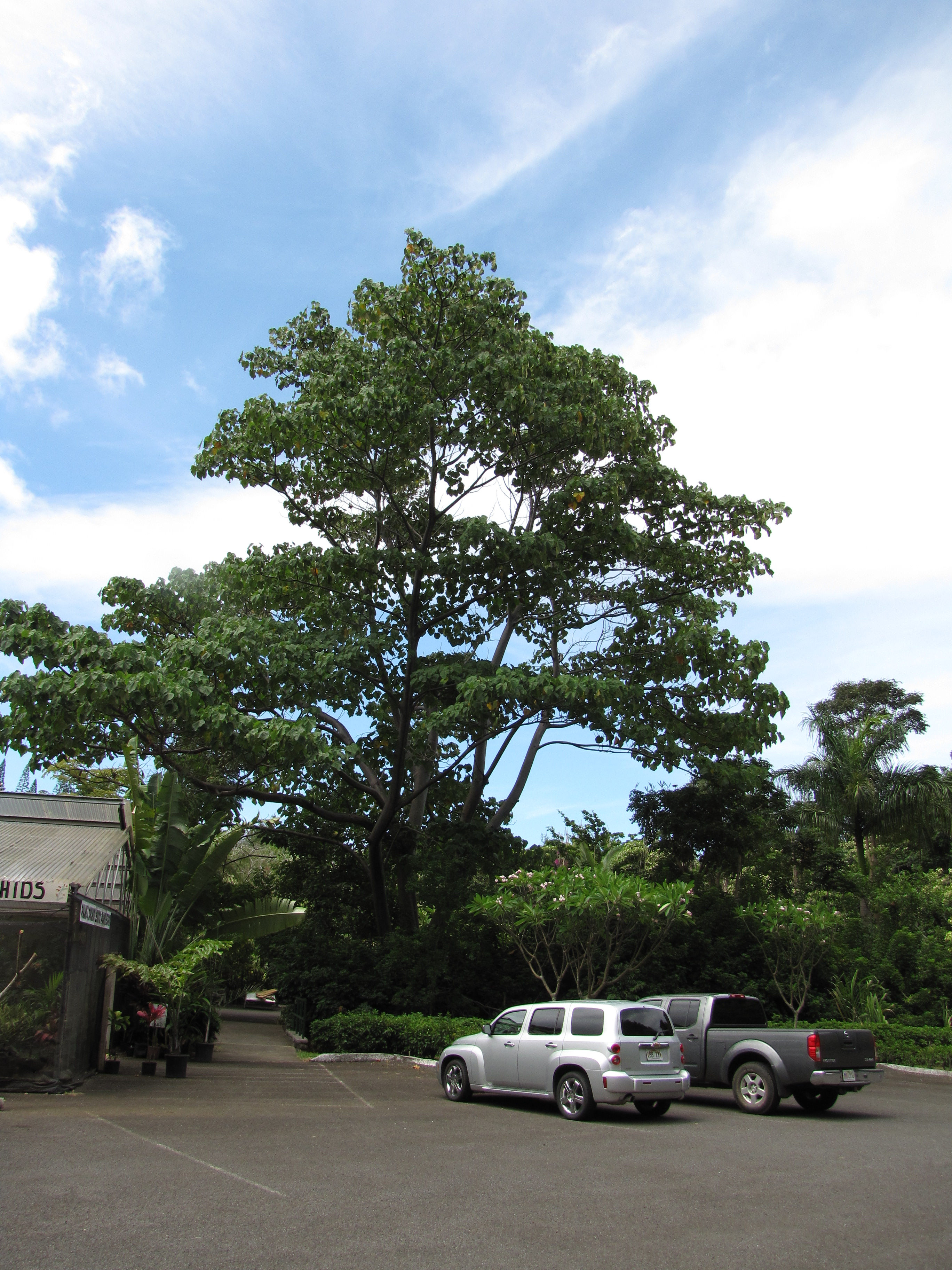
Arbre Ochroma pyramidale a Maui.
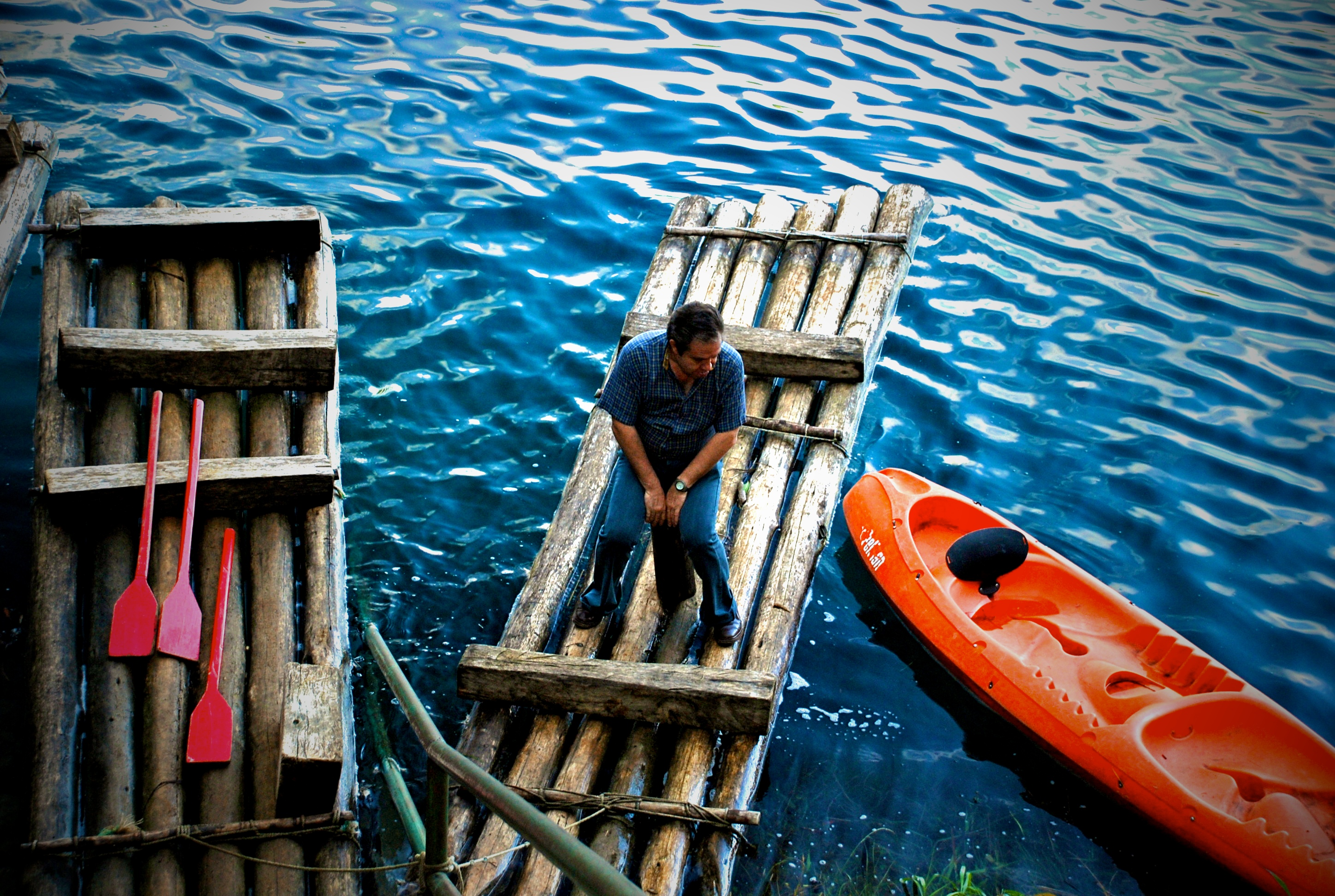
Rais de fusta de balsa a Lagos de Montebello, Mèxic.
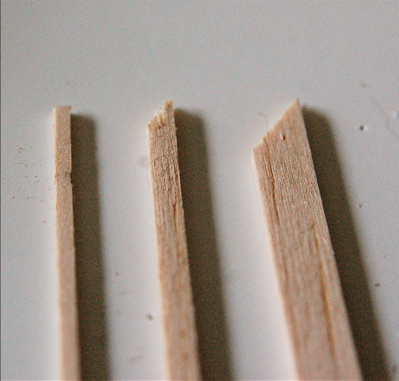
Diversos llistons de fusta de balsa.
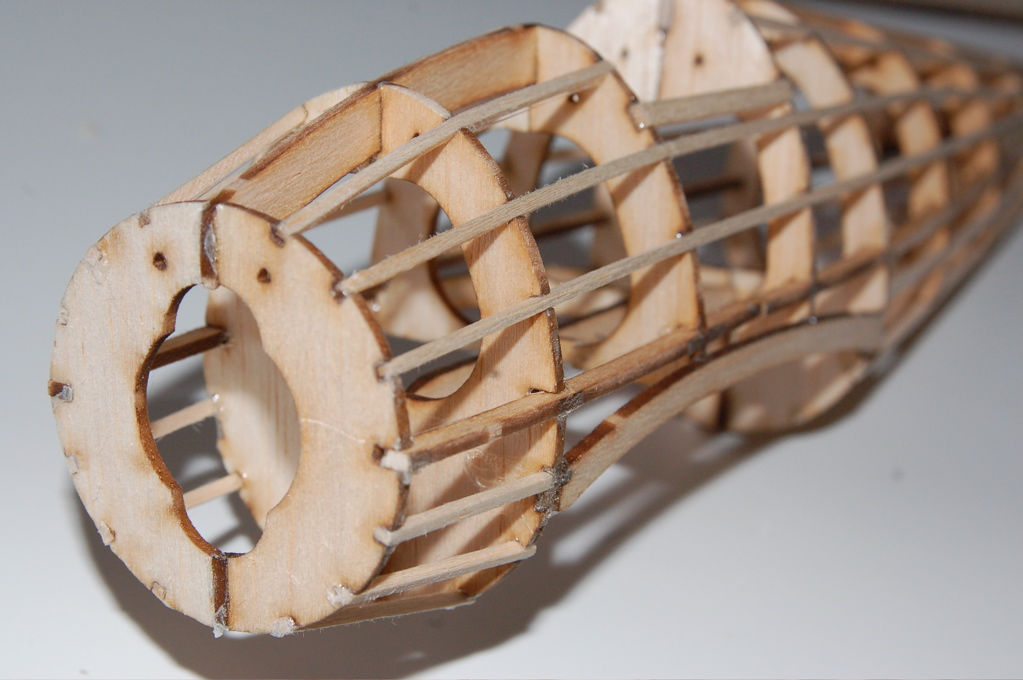
Estructura de maqueta realitzada amb fusta de balsa.